# 威悉河畔宁堡
威悉河畔宁堡（德語：Nienburg/Weser），简称宁堡（德語：Nienburg，發音：[ˈniːnˌbʊʁk] ⓘ），是德国下萨克森州威悉河畔宁堡县的城市，也是威悉河畔宁堡县的县治，面积64.53平方千米，2023年12月31日人口为32,423人。